# انتخاب میزبان المپیک
کمیته‌های ملی المپیک که مایل به میزبانی بازی‌های المپیک باشند، شهرهایی را در قلمرو کشور خود انتخاب می‌کنند تا برای بازی‌های المپیک پیشنهاد میزبانی دهند. برگزاری بازی‌های پارالمپیک به‌طور خودکار در قالب یک مناقصه گنجانده شده است. از زمان ایجاد کمیته بین‌المللی المپیک (IOC) در سال ۱۸۹۴ میلادی، که با موفقیت نام المپیک یونان باستان را برای ایجاد یک رویداد ورزشی مدرن به خود اختصاص داد، شهرهای علاقه‌مند به میزبانی این رقابت‌ها، برای انتخاب به عنوان محل برگزاری بازی‌های المپیک تابستانی یا زمستانی با هم رقابت کرده‌اند. تاکنون ۵۱ شهر مختلف برای میزبانی بازی‌های المپیک مدرن انتخاب شده‌اند: سه شهر در اروپای شرقی، پنج شهر در شرق آسیا، یک شهر در آمریکای جنوبی، سه شهر در اقیانوسیه، نُه شهر در آمریکای شمالی و الباقی در غرب اروپا. هنوز هیچ شهری نتوانسته از مناطق آمریکای مرکزی، آفریقا، آسیای مرکزی، خاورمیانه، آسیای جنوبی یا آسیای جنوب شرقی برای میزبانی المپیک انتخاب شود.
با توجه به تغییرهای اخیر در منشور المپیک، تصمیمات برای گزینش شهر میزبان در جلسه‌های کمیته بین‌المللی المپیک بین هفت تا یازده سال پیش از بازی‌ها اتخاذ می‌گردد. به عنوان مثال، بازی‌های المپیک تابستانی ۲۰۲۰ در ۷ سپتامبر ۲۰۱۳ به توکیو، المپیک زمستانی ۲۰۲۲ در ۳۱ ژوئیه ۲۰۱۵ به پکن، بازی‌های المپیک تابستانی ۲۰۲۴ و بازی‌های المپیک تابستانی ۲۰۲۸ به‌طور مشترک به پاریس و لس آنجلس در ۱۷ سپتامبر ۲۰۱۳ تفویض شدند. بازی‌های المپیک زمستانی ۲۰۲۶ در ۲۴ ژوئن ۲۰۱۹ به میلان - کورتینا دامپتزو و بازی‌های المپیک تابستانی ۲۰۳۲ در ۲۱ ژوئیه ۲۰۲۱ به بریزبن داده شد. آخرین تصمیم شهر میزبان بازی‌های المپیک زمستانی ۲۰۳۴ بود که در ۲۴ ژوئیه ۲۰۲۴ به سالت لیک سیتی اهدا شد.

## همکاری IOC - IPC
بازی‌های پارالمپیک با داستان‌هایی کاملاً متفاوت، اما با اهدافی مشترک، در اواخر دهه ۱۹۸۰ میلادی آغاز شدند و رویکرد انتخاب شهر میزبان برای برگزاری مسابقات پارالمپیک، به تدریج به یک سازمان مشترک و همکار برای المپیک تبدیل شدند. نخست در بازی‌های پارالمپیک تابستانی ۱۹۹۲ در بارسلون و مادرید که در کشور اسپانیا برگزار شد و پس از آن در پارالمپیک زمستانی ۱۹۹۴ در لیلهامر، نروژ، رویکرد میزبانی پارالمپیک به شکل مشترک با المپیک اتخاذ شد. این روند ادامه داشت تا در پارالمپیک زمستانی ۱۹۹۸ که در ناگانو، ژاپن برگزار می‌شد و بازی‌های پارالمپیک تابستانی ۲۰۰۰ پل‌هایی ساخته شود تا کمیته بین‌المللی المپیک (IOC) و کمیته بین‌المللی پارالمپیک (IPC) بتوانند با یکدیگر در ژوئن ۲۰۰۱ توافق‌نامه‌ای حاصل کنند که اطمینان برقرار شود که محل برگزاری بازی‌های پارالمپیک به‌طور خودکار همان محل میزبانی بازی‌های المپیک باشد و این توافق تضمین کرد تا بازی‌های پارالمپیک تابستانی ۲۰۰۸ در پکن باشد. با این حال، کمیته سازماندهی سالت لیک برای بازی‌های المپیک و پارالمپیک زمستانی ۲۰۰۲ (SLOC) و کمیته سازماندهی المپیک آتن ۲۰۰۴ (ATHOC) به جای توافق‌نامه، از رویه «یک پیشنهاد، یک شهر» برای میزبانی از هر دو رویداد پیروی کردند. این قرارداد در سال ۲۰۰۳ تنظیم شد و اولین تمدید آن‌ها در ژوئن ۲۰۰۶ به امضا رسید.

## تاریخچه پیشنهادهای میزبانی
سه دوره نخست بازی‌ها مشمول مناقصه نبودند. اولین جلسه IOC در سال ۱۸۹۴ اولین بازی‌ها را به ترتیب به آتن (۱۸۹۶) و پاریس (۱۹۰۰) اهدا کرد. المپیک ۱۹۰۴ هم در ابتدا به شیکاگو اهدا شد، اما سپس به سنت لوئیس منتقل شد تا همگام با نمایشگاه جهانی برگزار شود. قبل از المپیک ۱۹۰۸ سیستمی برای اخذ پیشنهاد معرفی شد و به این ترتیب، میزبانی به شهر رم تعلق گرفت. پس از فوران کوه وزوویوس در سال ۱۹۰۶، ایتالیا بازی‌ها را به کمیته بین‌المللی المپیک بازگرداند که لندن برای میزبانی انتخاب شد. المپیک ۱۹۱۶ به برلین اهدا شد، اما به دلیل جنگ جهانی اول لغو شد. المپیک ۱۹۴۰ در ابتدا به توکیو اهدا شد، اما پس از درگرفتن جنگ دوم چین و ژاپن در سال ۱۹۳۸، کمیته بین‌المللی المپیک این رأی را بازگرداند و محل برگزاری به هلسینکی تغییر کرد. بازی‌های المپیک ۱۹۴۴ که به لندن اهدا شد هم در نهایت به دلیل جنگ جهانی دوم لغو شد. المپیک ۱۹۵۶ به ملبورن اعطا شد، اما قوانین قرنطینه اسب در استرالیا باعث شد مسابقات سوارکاری در استکهلم برگزار شوند. در سه دوره فقط یک پیشنهاد میزبانی وجود داشته است، استکهلم در سال ۱۹۱۲ و لس آنجلس در سال‌های ۱۹۳۲ و ۱۹۸۴. با شروع بازی‌های المپیک ۲۰۰۴، قرار شد تنها شهرهایی که بالاترین امتیاز را دارند در فهرست نهایی رای گیری در IOC قرار بگیرند. 
پاریس و لس آنجلس - که به ترتیب در سال‌های ۲۰۲۴ و ۲۰۲۸ میزبان بازی‌ها انتخاب شدند - همراه با لندن تنها شهرهای میزبان سه دوره المپیک خواهند بود. لندن، آنتورپ، مونیخ و سیدنی تنها شهرهایی هستند که هرگز در برنده شدن در مناقصه شکست نخورده‌اند. سنت لوئیس تنها شهری است که میزبانی بازی‌ها را بدون ارائه پیشنهاد انجام داده است. هلسینکی، مینیاپولیس، مونترال و مونیخ برای المپیک تابستانی و زمستانی پیشنهاد داده‌اند. همه به جز مینیاپولیس در برنده شدن در مناقصه‌های تابستانی موفق بوده‌اند، اما هیچ‌کدام المپیک زمستانی را برگزار نکرده‌اند. دیترویت ناموفق‌ترین شهر است که هفت بار شکست خورده است. لس آنجلس بیشترین پیشنهاد را داده است، سه بار موفق و شش بار شکست خورده است. آمستردام، بوداپست و لوزان همگی پنج بار شکست خورده‌اند. ایالات متحده بیشترین پیشنهادها را داده است و برای ۲۲ بازی، شامل همه بازی‌ها از سال ۱۹۴۴ تا ۱۹۸۴، پیشنهاد داده است. 

## شهرهای پیشنهادی
این فهرستی از تمامی شهرها، چه موفق و چه ناموفق، است که تاکنون پیشنهادی برای میزبانی المپیک‌های تابستانی یا زمستانی ارائه کردند.
| شهر                     | کشور                | تابستانی                                                        | زمستانی                                | جمع    |
| ----------------------- | ------------------- | --------------------------------------------------------------- | -------------------------------------- | ------ |
| آندورا لا ولا           | آندورا              |                                                                 | ۱ (۲۰۱۰)                               | 1 (0)  |
| بوئنوس آیرس             | آرژانتین            | ۴ (۱۹۳۶, ۱۹۵۶, ۱۹۶۸, ۲۰۰۴)                                      |                                        | 4 (0)  |
| بریزبن                  | استرالیا            | ۲ (۱۹۹۲, ۲۰۳۲)                                                  |                                        | 2 (1)  |
| ملبورن                  | استرالیا            | ۲ (۱۹۵۶, ۱۹۹۶)                                                  |                                        | 2 (1)  |
| هوبارت                  | استرالیا            | 1 (2020)                                                        |                                        | 1 (1)  |
| سیدنی                   | استرالیا            | ۱ (۲۰۰۰)                                                        |                                        | 1 (1)  |
| گراتس                   | اتریش               |                                                                 | ۲ (۲۰۰۲, ۲۰۲۶)                         | 2 (0)  |
| اینسبروک                | اتریش               |                                                                 | ۳ (۱۹۶۰, ۱۹۶۴, ۱۹۷۶)                   | 3 (2)  |
| کلاگن‌فورت               | اتریش               |                                                                 | ۱ (۲۰۰۶)                               | 1 (0)  |
| زالتسبورگ               | اتریش               |                                                                 | ۲ (۲۰۱۰, ۲۰۱۴)                         | 2 (0)  |
| وین                     | اتریش               | ۱ (۱۹۶۴)                                                        |                                        | 1 (0)  |
| باکو                    | جمهوری آذربایجان    | ۲ (۲۰۱۶, ۲۰۲۰)                                                  |                                        | 2 (0)  |
| آنتورپ                  | بلژیک               | ۱ (۱۹۲۰)                                                        |                                        | 1 (1)  |
| بروکسل                  | بلژیک               | ۳ (1916, ۱۹۶۰, ۱۹۶۴)                                            |                                        | 3 (0)  |
| سارایوو                 | بوسنی و هرزگوین     |                                                                 | ۲ (۱۹۸۴, ۲۰۱۰)                         | 2 (1)  |
| برازیلیا                | برزیل               | ۱ (۲۰۰۰)                                                        |                                        | 1 (0)  |
| ریو دو ژانیرو           | برزیل               | ۴ (۱۹۳۶, ۲۰۰۴, ۲۰۱۲, ۲۰۱۶)                                      |                                        | 4 (1)  |
| صوفیه                   | بلغارستان           |                                                                 | ۳ (۱۹۹۲, ۱۹۹۴, ۲۰۱۴)                   | 3 (0)  |
| Banff                   | کانادا              |                                                                 | ۱ (۱۹۷۲)                               | 1 (0)  |
| کلگری                   | کانادا              |                                                                 | ۵ (۱۹۶۴, ۱۹۶۸, ۱۹۸۸, ۲۰۲۶)             | 5 (1)  |
| Garibaldi               | کانادا              |                                                                 | ۲ (۱۹۷۶, ۱۹۸۰)                         | 2 (0)  |
| مونترآل                 | کانادا              | ۴ (1944, ۱۹۵۶, ۱۹۷۲, ۱۹۷۶)                                      | ۴ (۱۹۳۲, ۱۹۳۶, 1944, ۱۹۵۶)             | 8 (1)  |
| کبک (شهر)               | کانادا              |                                                                 | ۱ (۲۰۰۲)                               | 1 (0)  |
| تورنتو                  | کانادا              | ۲ (۱۹۹۶, ۲۰۰۸)                                                  |                                        | 2 (0)  |
| ونکوور                  | کانادا              |                                                                 | ۴ (۱۹۷۶, ۱۹۸۰, ۲۰۱۰, ۲۰۳۰)             | 4 (1)  |
| پکن                     | چین                 | ۲ (۲۰۰۰, ۲۰۰۸)                                                  | ۱ (۲۰۲۲)                               | 3 (2)  |
| هاربین                  | چین                 |                                                                 | ۱ (۲۰۱۰)                               | 1 (0)  |
| هاوانا                  | کوبا                | ۳ (۱۹۲۰, ۲۰۰۸, ۲۰۱۲)                                            |                                        | 3 (0)  |
| پراگ                    | جمهوری چک           | ۲ (۱۹۲۴, ۲۰۱۶)                                                  |                                        | 2 (0)  |
| اسکندریه                | مصر                 | ۲ (1916, ۱۹۳۶)                                                  |                                        | 2 (0)  |
| قاهره                   | مصر                 | ۱ (۲۰۰۸)                                                        |                                        | 1 (0)  |
| هلسینکی                 | فنلاند              | ۵ (۱۹۳۶, 1940, 1944, ۱۹۵۲)                                      | ۱ (۲۰۰۶)                               | 5 (1)  |
| لاهتی                   | فنلاند              |                                                                 | ۳ (۱۹۶۴, ۱۹۶۸, ۱۹۷۲)                   | 3 (0)  |
| تامپره                  | فنلاند              |                                                                 | ۱ (۱۹۷۶)                               | 1 (0)  |
| آلبرت‌ویل                | فرانسه              |                                                                 | ۱ (۱۹۹۲)                               | 1 (1)  |
| انسی (فرانسه)           | فرانسه              |                                                                 | ۱ (۲۰۱۸)                               | 1 (0)  |
| شامونی                  | فرانسه              |                                                                 | ۲ (۱۹۲۴)                               | 1 (1)  |
| آلپ فرانسه              | فرانسه              |                                                                 | ۱ (۲۰۳۰)                               | 1 (1)  |
| گرونوبل                 | فرانسه              |                                                                 | ۱ (۱۹۶۸)                               | 1 (1)  |
| لیل (فرانسه)            | فرانسه              | ۱ (۲۰۰۴)                                                        |                                        | 1 (0)  |
| لیون                    | فرانسه              | ۲ (۱۹۲۰, ۱۹۶۸)                                                  |                                        | 2 (0)  |
| پاریس                   | فرانسه              | ۶ (۱۹۰۰, ۱۹۲۴, ۱۹۹۲, ۲۰۰۸, ۲۰۱۲, ۲۰۲۴)                          |                                        | 6 (3)  |
| برجومی                  | گرجستان             |                                                                 | ۱ (۲۰۱۴)                               | 1 (0)  |
| برشتس‌گادن               | آلمان               |                                                                 | ۱ (۱۹۹۲)                               | 1 (0)  |
| برلین                   | آلمان               | ۴ (۱۹۰۸, 1916, ۱۹۳۶, ۲۰۰۰)                                      |                                        | 4 (1)  |
| کلن                     | آلمان               | ۱ (۱۹۳۶)                                                        |                                        | 1 (0)  |
| فرانکفورت               | آلمان               | ۱ (۱۹۳۶)                                                        |                                        | 1 (0)  |
| گارمیش-پارتنکیرشن       | آلمان               |                                                                 | ۳ (۱۹۳۶, 1940, ۱۹۶۰)                   | 3 (1)  |
| هامبورگ                 | آلمان               | ۱ (۲۰۲۴)                                                        |                                        | 1 (0)  |
| لایپزیگ                 | آلمان               | ۱ (۲۰۱۲)                                                        |                                        | 1 (0)  |
| مونیخ                   | آلمان               | ۱ (۱۹۷۲)                                                        | ۱ (۲۰۱۸)                               | 2 (1)  |
| نورنبرگ                 | آلمان               | ۱ (۱۹۳۶)                                                        |                                        | 1 (0)  |
| بیرمنگام                | بریتانیا            | ۱ (۱۹۹۲)                                                        |                                        | 1 (0)  |
| لندن                    | بریتانیا            | ۴ (۱۹۰۸, 1944, ۱۹۴۸, ۲۰۱۲)                                      |                                        | 4 (3)  |
| منچستر                  | بریتانیا            | ۲ (۱۹۹۶, ۲۰۰۰)                                                  |                                        | 2 (0)  |
| آتن                     | یونان               | ۴ (۱۸۹۶, 1944, ۱۹۹۶, ۲۰۰۴)                                      |                                        | 4 (2)  |
| بوداپست                 | مجارستان            | ۶ (1916, ۱۹۲۰, ۱۹۳۶, 1944, ۱۹۶۰, ۲۰۲۴)                          |                                        | 6 (0)  |
| TBA                     | هند                 | 1 (۲۰۳۶)                                                        |                                        | 1 (0)  |
| Nusantara               | اندونزی             | 1 (۲۰۳۶)                                                        |                                        | 1 (0)  |
| دوبلین                  | جمهوری ایرلند       | ۱ (۱۹۳۶)                                                        |                                        | 1 (0)  |
| ائوستا                  | ایتالیا             |                                                                 | ۲ (۱۹۹۸, ۲۰۳۰)                         | 1 (0)  |
| کورتینا دامپتزو         | ایتالیا             |                                                                 | ۶ (1944, ۱۹۵۲, ۱۹۵۶, ۱۹۸۸, ۱۹۹۲, ۲۰۲۶) | 6 (2)  |
| میلان                   | ایتالیا             | ۲ (۱۹۰۸, ۲۰۰۰)                                                  | ۱ (۲۰۲۶)                               | 3 (1)  |
| رم                      | ایتالیا             | ۹ (1908, ۱۹۲۴, ۱۹۳۶, 1940, 1944, ۱۹۶۰, ۲۰۰۴, ۲۰۲۰, ۲۰۲۴)        |                                        | 9 (1)  |
| تارویزیو                | ایتالیا             |                                                                 | ۱ (۲۰۰۲)                               | 1 (0)  |
| تورین                   | ایتالیا             |                                                                 | ۱ (۲۰۰۶)                               | 1 (1)  |
| Nagano                  | ژاپن                |                                                                 | ۱ (۱۹۹۸)                               | 1 (1)  |
| ناگویا                  | ژاپن                | ۱ (۱۹۸۸)                                                        |                                        | 1 (0)  |
| اوساکا                  | ژاپن                | ۱ (۲۰۰۸)                                                        |                                        | 1 (0)  |
| ساپورو                  | ژاپن                |                                                                 | ۶ (1940, ۱۹۶۸, ۱۹۷۲, ۱۹۸۴, ۲۰۲۶, ۲۰۳۰) | 5 (1)  |
| توکیو                   | ژاپن                | ۵ (1940, ۱۹۶۰, ۱۹۶۴, ۲۰۱۶, ۲۰۲۰)                                |                                        | 5 (2)  |
| آلماتی                  | قزاقستان            |                                                                 | ۲ (۲۰۱۴, ۲۰۲۲)                         | 2 (0)  |
| کوالا لامپور            | مالزی               | ۱ (۲۰۰۸)                                                        |                                        | 1 (0)  |
| مکزیکوسیتی              | مکزیک               | ۳ (۱۹۵۶, ۱۹۶۰, ۱۹۶۸)                                            |                                        | 3 (1)  |
| آمستردام                | هلند                | ۶ (1916, ۱۹۲۰, ۱۹۲۴, ۱۹۲۸, ۱۹۵۲, ۱۹۹۲)                          |                                        | 6 (1)  |
| لیلهامر                 | نروژ                |                                                                 | ۲ (۱۹۹۲, ۱۹۹۴)                         | 2 (1)  |
| اسلو                    | نروژ                |                                                                 | ۵ (۱۹۳۲, 1944, ۱۹۵۲, ۱۹۶۸, ۲۰۲۲)       | 5 (1)  |
| کراکوف                  | لهستان              |                                                                 | ۱ (۲۰۲۲)                               | 1 (0)  |
| زکوپانه                 | لهستان              |                                                                 | ۱ (۲۰۰۶)                               | 1 (0)  |
| San Juan                | پورتوریکو           | ۱ (۲۰۰۴)                                                        |                                        | 1 (0)  |
| دوحه                    | قطر                 | ۲ (۲۰۱۶, ۲۰۲۰)                                                  |                                        | 2 (0)  |
| مسکو                    | روسیه               | ۳ (۱۹۷۶, ۱۹۸۰, ۲۰۱۲)                                            |                                        | 3 (1)  |
| سنت پترزبورگ            | روسیه               | ۱ (۲۰۰۴)                                                        |                                        | 1 (0)  |
| سوچی                    | روسیه               |                                                                 | ۲ (۲۰۱۰, ۲۰۱۴)                         | 2 (1)  |
| بلگراد                  | صربستان             | ۲ (۱۹۹۲, ۱۹۹۶)                                                  |                                        | 2 (0)  |
| پوپراد                  | اسلواکی             |                                                                 | ۲ (۲۰۰۲, ۲۰۰۶)                         | 2 (0)  |
| کیپ‌تاون                 | آفریقای جنوبی       | ۱ (۲۰۰۴)                                                        |                                        | 1 (0)  |
| شهرستان پیونگ‌چانگ       | کره جنوبی           |                                                                 | ۳ (۲۰۱۰, ۲۰۱۴, ۲۰۱۸)                   | 3 (1)  |
| سئول                    | کره جنوبی           | ۱ (۱۹۸۸)                                                        |                                        | 1 (1)  |
| بارسلون                 | اسپانیا             | ۴ (۱۹۲۴, ۱۹۳۶, 1940, ۱۹۹۲)                                      | ۱ (۲۰۳۰)                               | 5 (1)  |
| خاکا                    | اسپانیا             |                                                                 | ۴ (۱۹۹۸, ۲۰۰۲, ۲۰۱۰, ۲۰۱۴)             | 4 (0)  |
| مادرید                  | اسپانیا             | ۴ (۱۹۷۲, ۲۰۱۲, ۲۰۱۶, ۲۰۲۰)                                      |                                        | 4 (0)  |
| سویل                    | اسپانیا             | ۲ (۲۰۰۴, ۲۰۰۸)                                                  |                                        | 2 (0)  |
| آووره                   | سوئد                |                                                                 | ۲ (۲۰۲۶, ۲۰۳۰)                         | 2 (0)  |
| فالون                   | سوئد                |                                                                 | ۲ (۱۹۸۸, ۱۹۹۲)                         | 2 (0)  |
| یوتبری                  | سوئد                |                                                                 | ۱ (۱۹۸۴)                               | 1 (0)  |
| استشوند                 | سوئد                |                                                                 | ۳ (۱۹۹۴, ۱۹۹۸, ۲۰۰۲)                   | 3 (0)  |
| استکهلم                 | سوئد                | ۲ (۱۹۱۲, ۲۰۰۴)                                                  | ۳ (۲۰۲۲, ۲۰۲۶, ۲۰۳۰)                   | 5 (1)  |
| برن (سوئیس)             | سوئیس               |                                                                 | ۱ (۲۰۱۰)                               | 1 (0)  |
| داووس، سوئیس            | سوئیس               |                                                                 | ۱ (۱۹۲۸)                               | 1 (0)  |
| انگلبرگ                 | سوئیس               |                                                                 | ۱ (۱۹۲۸)                               | 1 (0)  |
| لوزان                   | سوئیس               | ۴ (۱۹۳۶, 1944, ۱۹۴۸, ۱۹۶۰)                                      |                                        | 4 (0)  |
| Sion                    | سوئیس               |                                                                 | ۴ (۱۹۷۶, ۲۰۰۲, ۲۰۰۶, ۲۰۲۶)             | 4 (0)  |
| کانتون وله              | سوئیس               |                                                                 | ۱ (۲۰۳۰)                               | 1 (0)  |
| سنت موریتز              | سوئیس               |                                                                 | ۵ (۱۹۲۸, ۱۹۳۶, 1940, ۱۹۴۸, ۱۹۶۰)       | 5 (2)  |
| بانکوک                  | تایلند              | ۱ (۲۰۰۸)                                                        |                                        | 1 (0)  |
| ارزروم                  | ترکیه               |                                                                 | ۱ (۲۰۲۶)                               | 1 (0)  |
| استانبول                | ترکیه               | ۶ (۲۰۰۰, ۲۰۰۴, ۲۰۰۸, ۲۰۱۲, 2020, ۲۰۳۶)                          |                                        | 6 (0)  |
| لویو                    | اوکراین             |                                                                 | ۱ (۲۰۲۲)                               | 1 (0)  |
| انکوریج                 | ایالات متحده آمریکا |                                                                 | ۲ (۱۹۹۲, ۱۹۹۴)                         | 2 (0)  |
| آتلانتا                 | ایالات متحده آمریکا | ۲ (۱۹۲۰, ۱۹۹۶)                                                  |                                        | 2 (1)  |
| بالتیمور                | ایالات متحده آمریکا | ۱ (۱۹۴۸)                                                        |                                        | 1 (0)  |
| Bear Mountain           | ایالات متحده آمریکا |                                                                 | ۱ (۱۹۳۲)                               | 1 (0)  |
| شیکاگو                  | ایالات متحده آمریکا | ۴ (1904, ۱۹۵۲, ۱۹۵۶, ۲۰۱۶)                                      |                                        | 4 (0)  |
| کلیولند                 | ایالات متحده آمریکا | ۲ (1916, ۱۹۲۰)                                                  |                                        | 2 (0)  |
| کلرادو اسپرینگز، کلرادو | ایالات متحده آمریکا |                                                                 | ۱ (۱۹۵۶)                               | 1 (0)  |
| دنور                    | ایالات متحده آمریکا |                                                                 | ۲ (۱۹۳۲, 1976)                         | 2 (0)  |
| دیترویت                 | ایالات متحده آمریکا | ۷ (1944, ۱۹۵۲, ۱۹۵۶, ۱۹۶۰, ۱۹۶۴, ۱۹۶۸, ۱۹۷۲)                    |                                        | 7 (0)  |
| دلوث، مینه‌سوتا          | ایالات متحده آمریکا |                                                                 | ۱ (۱۹۳۲)                               | 1 (0)  |
| Lake Placid             | ایالات متحده آمریکا |                                                                 | ۶ (۱۹۳۲, ۱۹۴۸, ۱۹۵۲, ۱۹۵۶, ۱۹۶۸, ۱۹۸۰) | 6 (2)  |
| لس آنجلس                | ایالات متحده آمریکا | ۱۰ (۱۹۲۴, ۱۹۲۸, ۱۹۳۲, ۱۹۴۸, ۱۹۵۲, ۱۹۵۶, ۱۹۷۶, ۱۹۸۰, ۱۹۸۴, ۲۰۲۸) |                                        | 10 (3) |
| مینیاپولیس              | ایالات متحده آمریکا | ۳ (۱۹۴۸, ۱۹۵۲, ۱۹۵۶)                                            | ۱ (۱۹۳۲)                               | 4 (0)  |
| نیویورک                 | ایالات متحده آمریکا | ۱ (۲۰۱۲)                                                        |                                        | 1 (0)  |
| فیلادلفیا               | ایالات متحده آمریکا | ۴ (۱۹۲۰, ۱۹۴۸, ۱۹۵۲, ۱۹۵۶)                                      |                                        | 4 (0)  |
| سالت لیک سیتی           | ایالات متحده آمریکا |                                                                 | ۴ (۱۹۷۲, ۱۹۹۸, ۲۰۰۲, ۲۰۳۴)             | 4 (1)  |
| سان فرانسیسکو           | ایالات متحده آمریکا | ۱ (۱۹۵۶)                                                        |                                        | 1 (0)  |
| Squaw Valley            | ایالات متحده آمریکا |                                                                 | ۱ (۱۹۶۰)                               | 1 (1)  |
| سنت لوئیس               | ایالات متحده آمریکا | ۱ (۱۹۰۴)                                                        |                                        | 1 (1)  |
| دره یوسیمیتی            | ایالات متحده آمریکا |                                                                 | ۱ (۱۹۳۲)                               | 1 (0)  |
| مونته‌ویدئو              | اروگوئه             | ۱ (۱۹۳۶)                                                        |                                        | 1 (0)  |
| تاشکند                  | ازبکستان            | ۱ (۲۰۰۰)                                                        |                                        | 1 (0)  |